# Landhausviertel

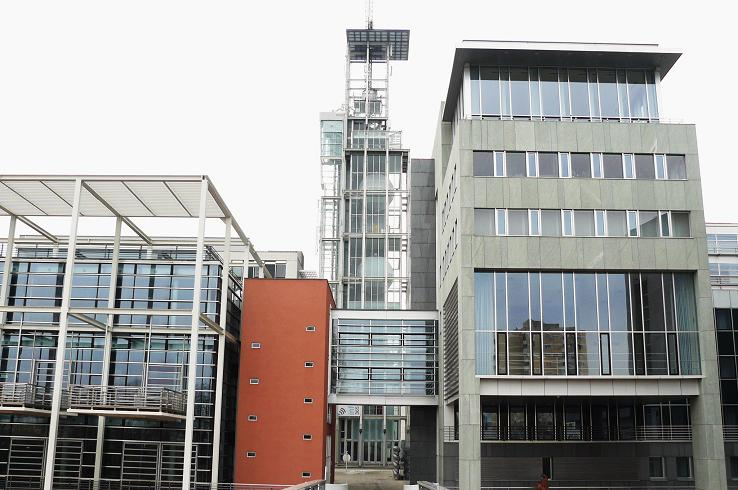
Widok od strony Traisen – w centrum Klangturm

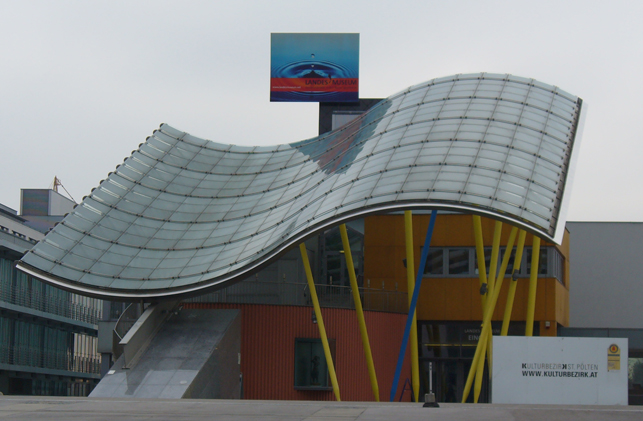
Muzeum Dolnej Austrii

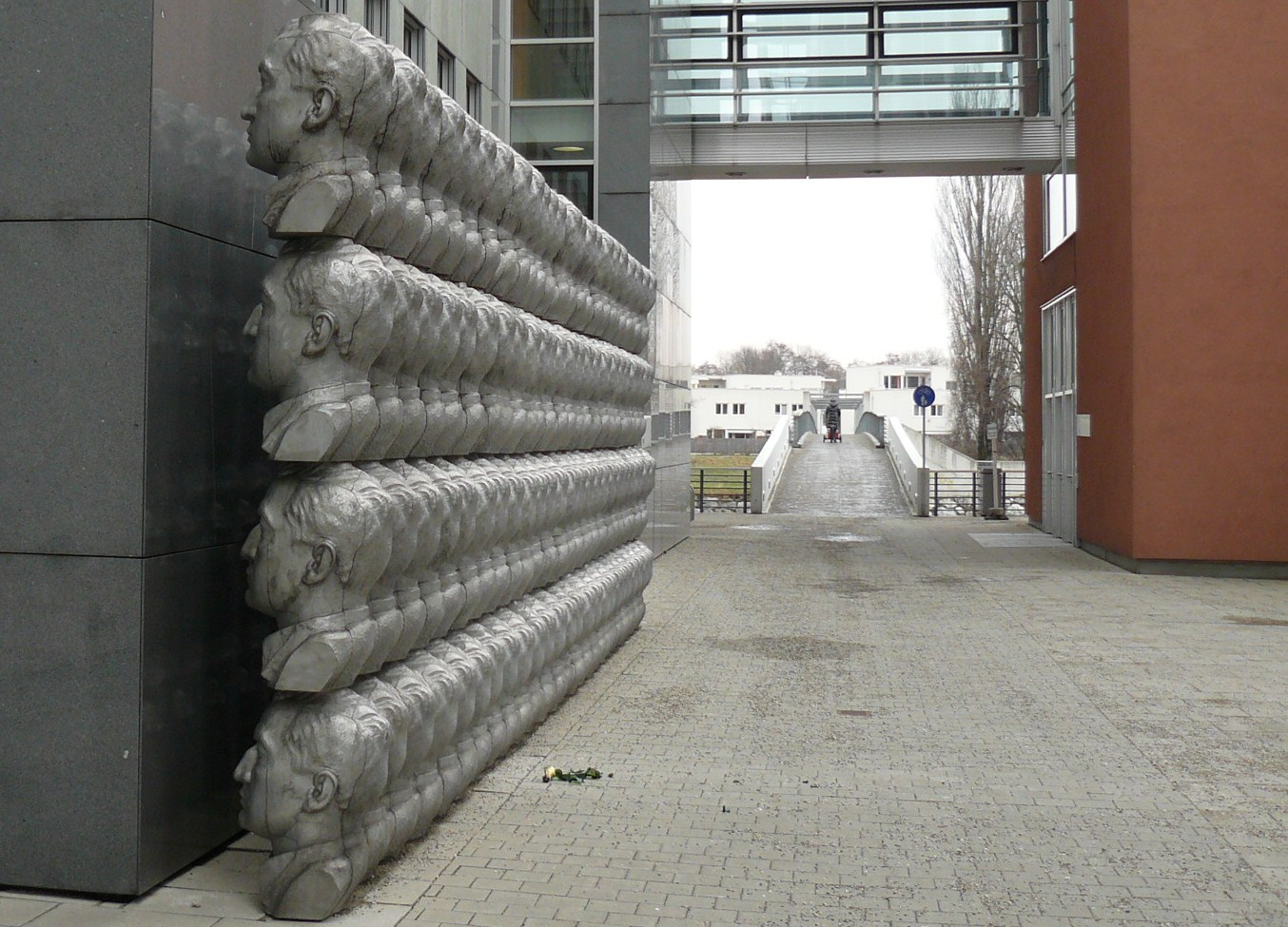
Rzeźby na terenie dzielnicy

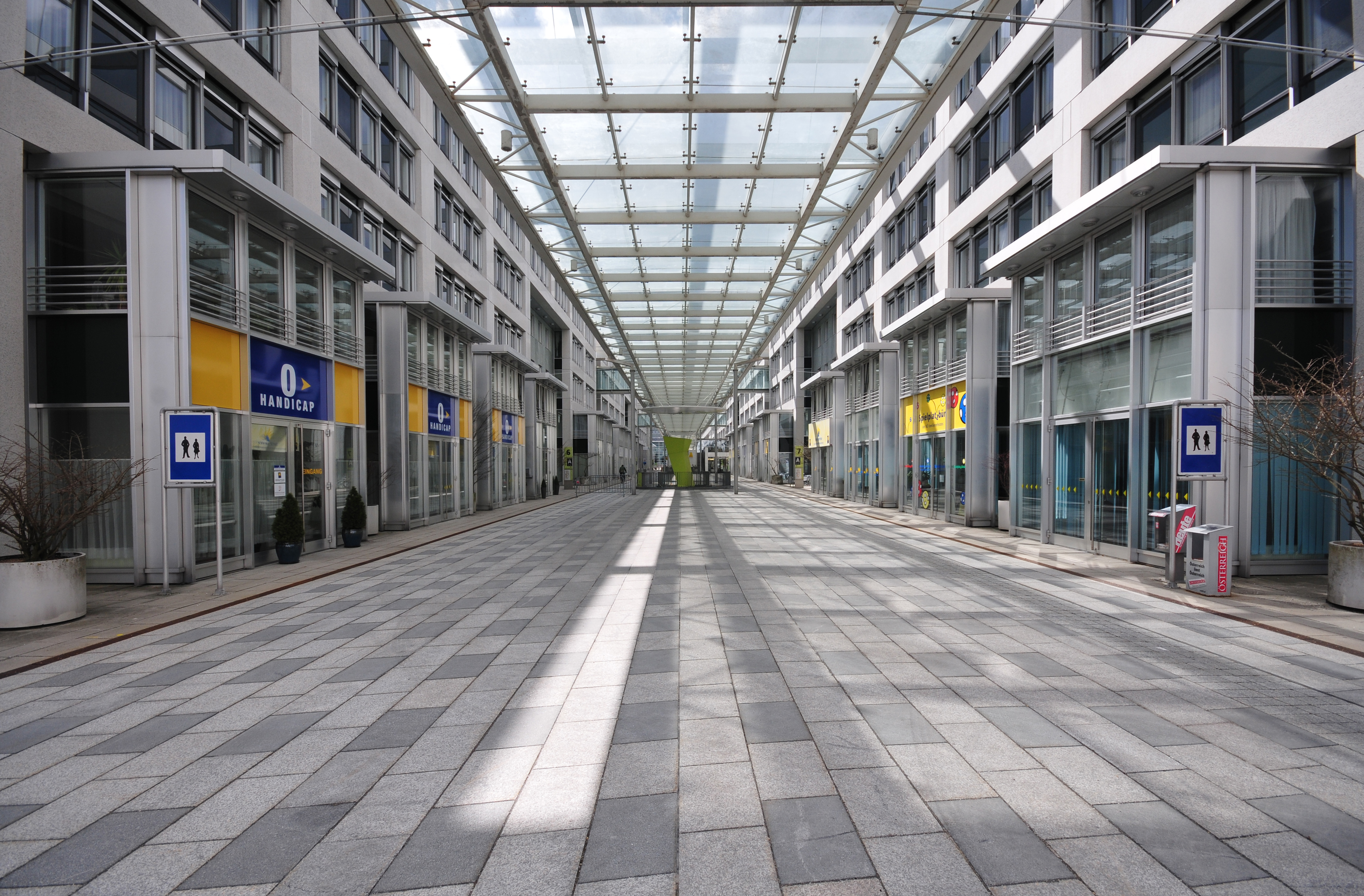

Landhausviertel (także: Regierungsviertel) – część St. Pölten w Dolnej Austrii, położona bezpośrednio nad rzeką Traisen, około 800 m na południowy wschód od centrum miasta i starówki.

## Geneza
Po przeniesieniu w 1986 władz landu Dolnej Austrii z Wiednia do St. Pölten, konieczne stało się wybudowanie odpowiednich siedzib dla placówek rządowych i instytucji kulturalnych. Dzielnicę zabudowano biurowcami i budynkami użyteczności publicznej, reprezentującymi przede wszystkim tendencje neomodernistyczne. Landhausviertel stanowi drugie centrum miasta, oferując, oprócz miejsc pracy, także szeroką ofertę kulturalną.
Projektantem ogólnej koncepcji dzielnicy był zwycięzca konkursu – Ernst Hoffmann. Budowę ukończono w 1997.

## Struktura i atrakcje
Od starego miasta oddziela dzielnię ciąg ulic Schulring-Rennbahnstrasse. Do najważniejszych obiektów zlokalizowanych na terenie Regierungsviertel (oprócz biurowców i agend rządowych) należą:
- Klangturm – 80-metrowa wieża widokowa
- Muzeum Dolnej Austrii i Shedhalle projektu Hansa Holleina
- Festspielhaus – teatr
- Landhaus Boulevard – pasaż handlowy
- pomnik powiatów Dolnej Austrii w formie kamiennego kręgu

## Dojazd
Spod głównego dworca kolejowego w St. Pölten do Landhausviertel dojechać można autobusami linii 2 i 9 (do przystanku Landhaus Süd).